# Malý Jindřichov
Malý Jindřichov (německy Klein Heinrichschlag) stával v pramenné oblasti bezejmenných přítoků Lužného potoka, při dnešní silnici z Černého Údolí na Staré Hutě, nedaleko částečně zaniklé obce (dnes osady) Mlýnský Vrch, ale ještě v okrese Český Krumlov. Po administrativní stránce spadal pod obec Velký Jindřichov, dnes místní část Benešova nad Černou.

## Historie
Malý Jindřichov je poprvé zmiňován v roce 1709 jako Waldhäuseln, ovšem oficiální název zněl Waldhäuseln bei Heinrichschlag. V té době zde žili hlavně dřevorubci. V roce 1736 zde stály čtyři domy a místo dostalo název Vierhäuseln (Čtyřdomí). V roce 1798 Malý Jindřichov vyhořel, ale byl obnoven. K roku 1930 je zde pak uváděno (ve třech jeho částech) celkem 22 domů a v nich 111 obyvatel. K zániku došlo v padesátých letech 20. století po vytvoření hraničního pásma.

## Části
- Čtyřdomí
- Malý Jindřichov
- Starý Holland